# Wercklea ferox
Wercklea ferox là một loài thực vật có hoa trong họ Cẩm quỳ. Loài này được (Hook. f.) Fryxell miêu tả khoa học đầu tiên năm 1981.